# Sphaeropoeus unciger
Sphaeropoeus unciger är en mångfotingart som först beskrevs av Carl Graf Attems 1943.  Sphaeropoeus unciger ingår i släktet Sphaeropoeus och familjen Zephroniidae. Inga underarter finns listade i Catalogue of Life.